# The Call of the West (film 1910)
The Call of the West è un cortometraggio muto del 1910 diretto da Milton J. Fahrney e prodotto dalla Nestor.

## Produzione
Il film fu prodotto dalla Nestor Film Company.

## Distribuzione
Distribuito dalla Motion Picture Distributors and Sales Company, il film - un cortometraggio di una bobina - uscì nelle sale cinematografiche USA l'11 luglio 1910.